# Estatua osiriforme de Mentuhotep II
La estatua osiriforme de Mentuhotep II es una escultura en piedra arenisca representando al antiguo faraón egipcio Mentuhotep II (2061 - 2010 a. C.), de la XI dinastía, que cumplió la gran empresa de reunificar Egipto después de la disgregación del primer periodo intermedio e inaugurando el Imperio Medio (ca. 2022 a. C.). 

## Descripción

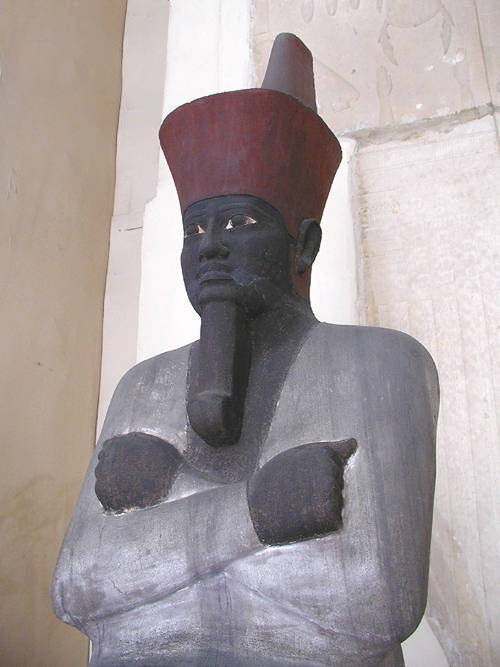
Detalle del busto.

La escultura se encuentra intacta. Mentuhotep II está representado, sentado en el trono, bajo la apariencia del dios Osiris (con quien el rey difunto tradicionalmente era identificado ya en inscripciones funerarias del Imperio Antiguo); su piel es ritualmente negra, el color del limo fertilizante del Nilo y por tanto símbolo de renacimiento. Porta el manto blanco de la fiesta Heb Sed, con la cual el país celebraba un rejuvenecimiento ritual del soberano al alcanzar el 30.º año de reinado. Lleva la corona roja (deshret) del Bajo Egipto y, en el mentón, la falsa barba. Los brazos cruzados sobre el pecho, con las manos cerradas para sostener el cetro y el flajelo ya perdidos, son otro elemento estándar de la representación momiforme de Osiris.
A pesar de su fama y el valor histórico y artístico, la pieza se considera obra de un artista inexperto en cuanto a las proporciones de las esculturas reales sedentes: si bien en la época las piernas eran representadas comúnmente más grandes de lo normal, en la estatua de Mentuhotep resultan extremadamente masivas, con pies exageradamente grandes. A esto se añaden la cara de rasgos robustos, la boca pesada y la nariz ancha, signos de un arte provincial más tosco.

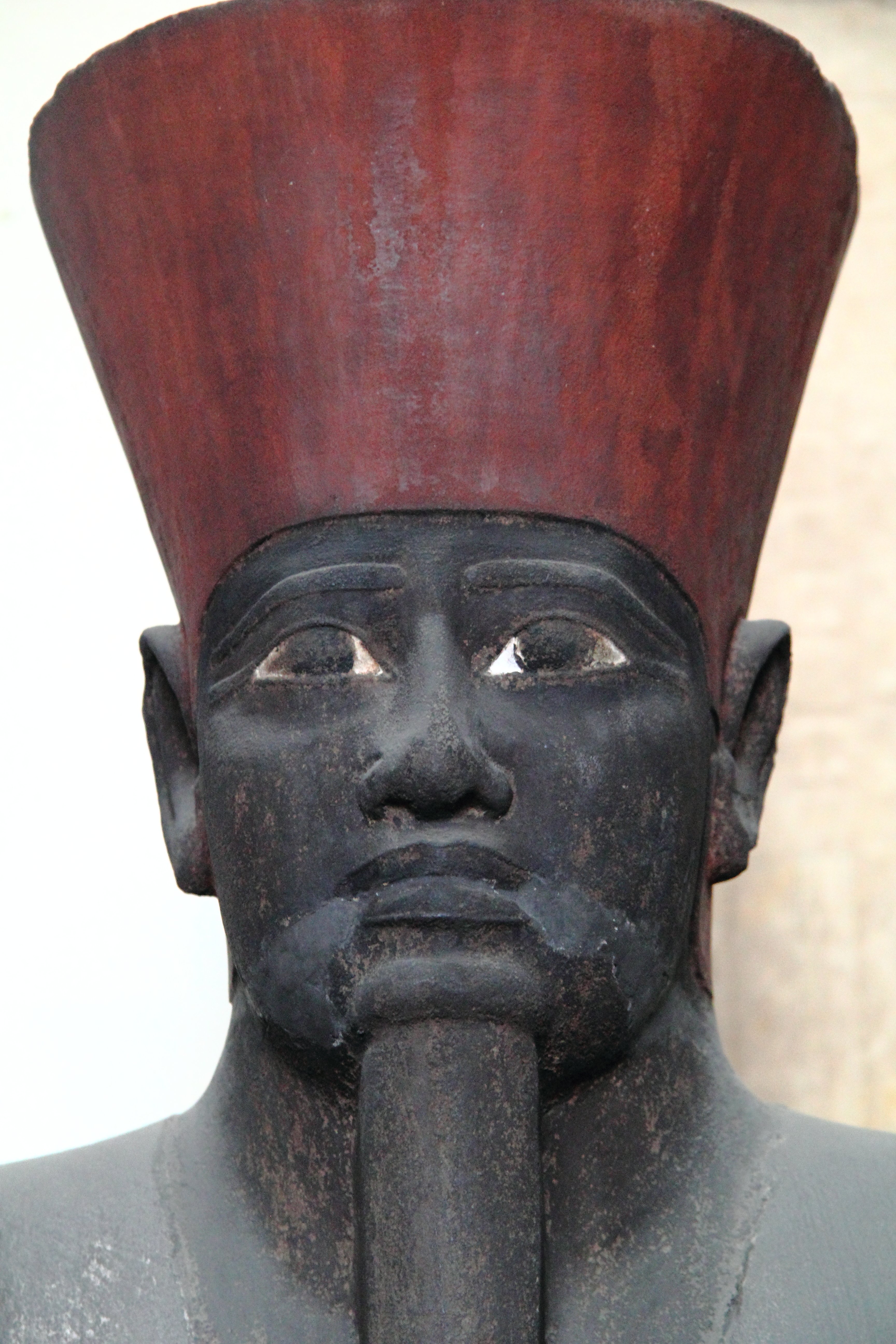
Detalle del rostro.

## Historia

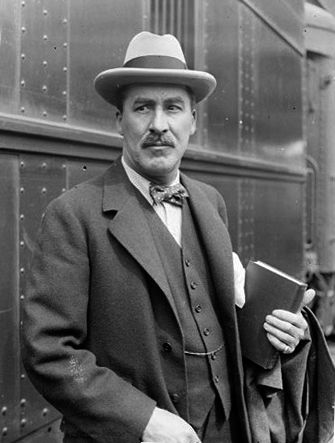
El descubridor, Howard Carter, en 1924.

La estatua fue enterrada, envuelta en una pieza de lino, debajo de la terraza del complejo del templo funerario de Mentuhotep II, en el anfiteatro rocoso de Deir el-Bahari durante una ceremonia especial, cuya naturaleza permanece bastante oscura a los egiptólogos. Fue descubierta en esta "tumba osiríaca", un cenotafio en el cual el dios era simbólicamente inhumado en efigie. Mentuhotep hizo construir su complejo funerario en la orilla occidental de Tebas, en una zona inusual y donde más tarde la reina Hatshepsut erigirá también el suyo tan célebre. Histórica y estructuralmente, el monumento destaca como testimonio de la transición de los templos piramidales del imperio Antiguo a los templos de millones de años del imperio Nuevo. Un pasillo de 150 m de largo partía desde la sala porticada trasera hasta la cámara funeraria real excavada en el macizo rocoso.
Fue descubierta accidentalmente en noviembre de 1898, cuando el caballo del arqueólogo británico Howard Carter, recorriendo el pavimento de la antigua terraza que ocultaba lo que podría considerarse la segunda tumba del rey, hizo colapsar el suelo y hundió una pata. El hoyo así revelado hará que el lugar fuera desde entonces llamado Bab el-Hosan (Puerta del Caballo), y al ahondar reveló una cámara intacta, conteniendo la estatua de Mentuhotep II envuelta en lino, un sarcófago vacío, vajilla y varias maquetas de barcas de madera. Como escribió Zahi Hawass:

"Esperando un hallazgo grandioso, tal vez incluso un entierro real, ya que el entorno estaba indudablemente relacionado con el templo mortuorio de Nebhepetra Mentuhotep, Carter organizó la apertura de la cámara con gran pompa, invitando también a importantes dignatarios. El resultado resultó ser decepcionante para los estándares de la época (muchos arqueólogos modernos clasificarían el descubrimiento como uno de los más grandes)."

 
Desde entonces está conservada en el Museo Egipcio de El Cairo, con la sigla de inventario JE 36195.